# Шихиев, Иламан Шихиевич
Иламан Шихиевич Шихиев (туркм. Ilaman Şyhyýew) — туркменский государственный деятель.

## Биография
Родился в 1945 году в пос. Безмеин Ашхабадского района Ашхабадской области Туркменской ССР.
Образование высшее. В 1973 году окончил Самаркандский кооперативный институт.
1973—1984 — старший инструктор центральной бухгалтерии, другие должности в заготовительном управлении «Туркменпотребсоюза».
С 1984 года — на партийной работе.
1988—1989 — заведующий отделом торговли и бытового обслуживания, заместитель заведующего социально-экономическим отделом ЦК Коммунистической партии Туркменской ССР.
1989—1991 — первый секретарь Пролетарского райкома Коммунистической партии Туркменской ССР г. Ашхабада.
1991—1994 — председатель правления «Туркменпотребсоюза».
23.11.1994 — 15.09.1995 — Председатель Государственной товарно-сырьевой биржи Туркменистана.
15.09.1995 — 16.11.1998 — заместитель Председателя Кабинета министров Туркменистана.
15.09.1995 — 16.11.1998 — управляющий делами Аппарата Президента Туркменистана (по совместительству).
28.05.1996 — 04.04.1997 — управляющий Международным валютным фондом от Турменистана (по совместительству).
05.08.1997 — 07.05.2001 — исполнительный директор Международного фонда Сапармурада Туркменбаши (по совместительству).
16.11.1998 — 07.05.2001 — министр социального обеспечения Туркменистана.
7 мая 2001 года уволен за серьезные недостатки в работе. Дальнейшая судьба неизвестна.

## Награды и звания
- Медаль «Гайрат»
- Заслуженный работник сферы обслуживания населения Туркменистана (23.06.1995)

## Семья
Женат. Имеет шестерых детей.